# گوایوبین
گوایوبین (به لاتین: Guayubín) یک منطقهٔ مسکونی در جمهوری دومینیکن است که در استان مونته کریستی واقع شده‌است. گوایوبین ۸۹۹٫۲۶ کیلومتر مربع مساحت و ۳۲٬۵۸۶ نفر جمعیت دارد.